# Phragmatobia
Phragmatobia är ett släkte av fjärilar som beskrevs av James Francis Stephens 1828. Phragmatobia ingår i familjen Näbbflyn, Erebidae. och underfamiljen björnspinnare, Arctiidae.

## Dottertaxa tillPhragmatobia, i alfabetisk ordning[1][2]
- Phragmatobia ansorgei Jordan, 1904
- Phragmatobia assimilans Walker, 1855
- Phragmatobia batangi Daniel, 1943
- Phragmatobia cinnamomea Wileman, 1911
- Phragmatobia coelestina Püngeler, 1904
- Phragmatobia elisabethae Kotzsch, 1937
- Phragmatobia faroultiRothschild, 1912
- Phragmatobia flavata Hampson, 1901
- Phragmatobia flavescens Rothschild, 1933
- Phragmatobia forsteri Daniel, 1943
- Phragmatobia fuliginosa Linnaeus, 1758, Rostvinge
  - Phragmatobia fuliginosa chosensis Bryk, 1948
  - Phragmatobia fuliginosa harteri Rothschild, 1929
  - Phragmatobia fuliginosa melitensis Bang-Haas, 1927
  - Phragmatobia fuliginosa monticola Daniel, 1970
  - Phragmatobia fuliginosa nawari Ebert, 1973
  - Phragmatobia fuliginosa paghmani Lének, 1966
  - Phragmatobia fuliginosa taurica Daniel, 1970
- Phragmatobia fusca Wileman, 1911
- Phragmatobia gruneri Staudinger, 1867
- Phragmatobia honei Daniel, 1943
  - Phragmatobia honei alpicola Daniel, 1943
- Phragmatobia lineata Donahue & Newman, 1966
- Phragmatobia lochmatteri Reich, 1933
- Phragmatobia luctifera[2] Denis & Schiffermüller, 1775, Sotigelkottsspinnare
- Phragmatobia maculosa Gerning, 1780
  - Phragmatobia maculosa arlanzona Agenjo, 1937
  - Phragmatobia maculosa boursini Daniel, 1935
  - Phragmatobia maculosa centralhispanica Daniel, 1935
  - Phragmatobia maculosa marsicana Dannehl, 1929
  - Phragmatobia maculosa nordiberica Agenjo, 1937
  - Phragmatobia maculosa serratica Agenjo, 1937
  - Phragmatobia maculosa sultana Schwingenschuss, 1938
- Phragmatobia mendozana Jörgensen, 1934
- Phragmatobia modesta Maassen, 1890
- Phragmatobia mussoti Oberthür, 1911
- Phragmatobia mustangbhoti Daniel, 1961
- Phragmatobia oberthueri Rothschild, 1910
- Phragmatobia obscura Wileman, 1911
- Phragmatobia parvula Felder, 1874
- Phragmatobia pauper Oberthür, 1911
- Phragmatobia placida Frivaldsky, 1835
- Phragmatobia sanguinea Hampson, 1907
- Phragmatobia secreta Draudt, 1931
- Phragmatobia sieversi Grum-Grshimailo, 1891
- Phragmatobia strandi Niepelt, 1911
- Phragmatobia tancrei Staudinger, 1887
  - Phragmatobia tancrei alaica Bang-Haas, 1927
  - Phragmatobia tancrei fasciata Bang-Haas, 1927
- Phragmatobia thursbyi Rothschild, 1910
  - Phragmatobia thursbyi pluto de Toulgoët, 1987
- Phragmatobia trigona Leech, 1899
- Phragmatobia urania Püngeler, 1904
- Phragmatobia variablilis Daniel, 1966
- Phragmatobia wagneri Püngeler, 1918
- Phragmatobia x-album Oberthür, 1911
- Phragmatobia y-album Oberthür, 1886
- Phragmatobia zoraida Grasler, 1836

## Bildgalleri

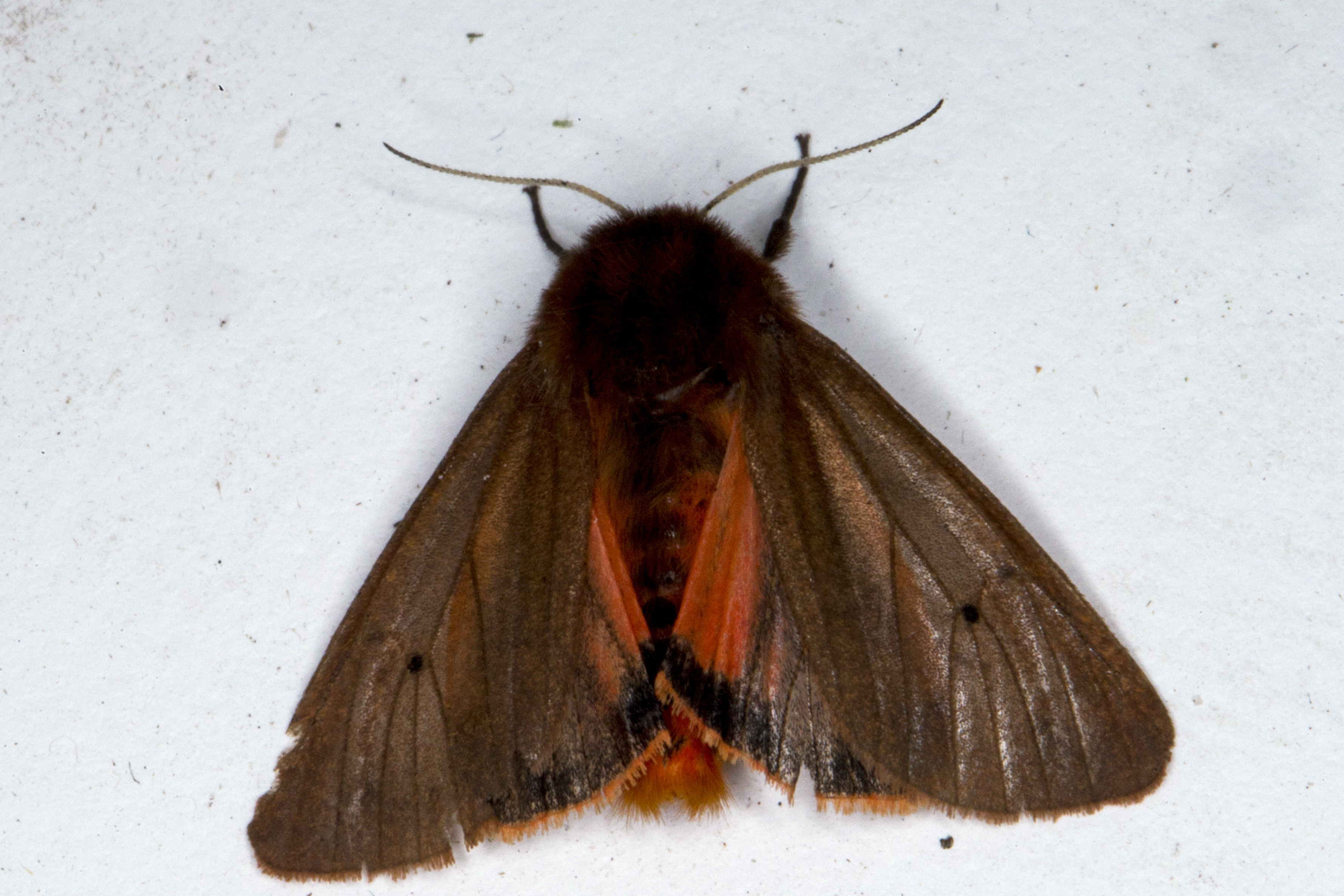
Rostvinge, Phragmatobia fuliginosa
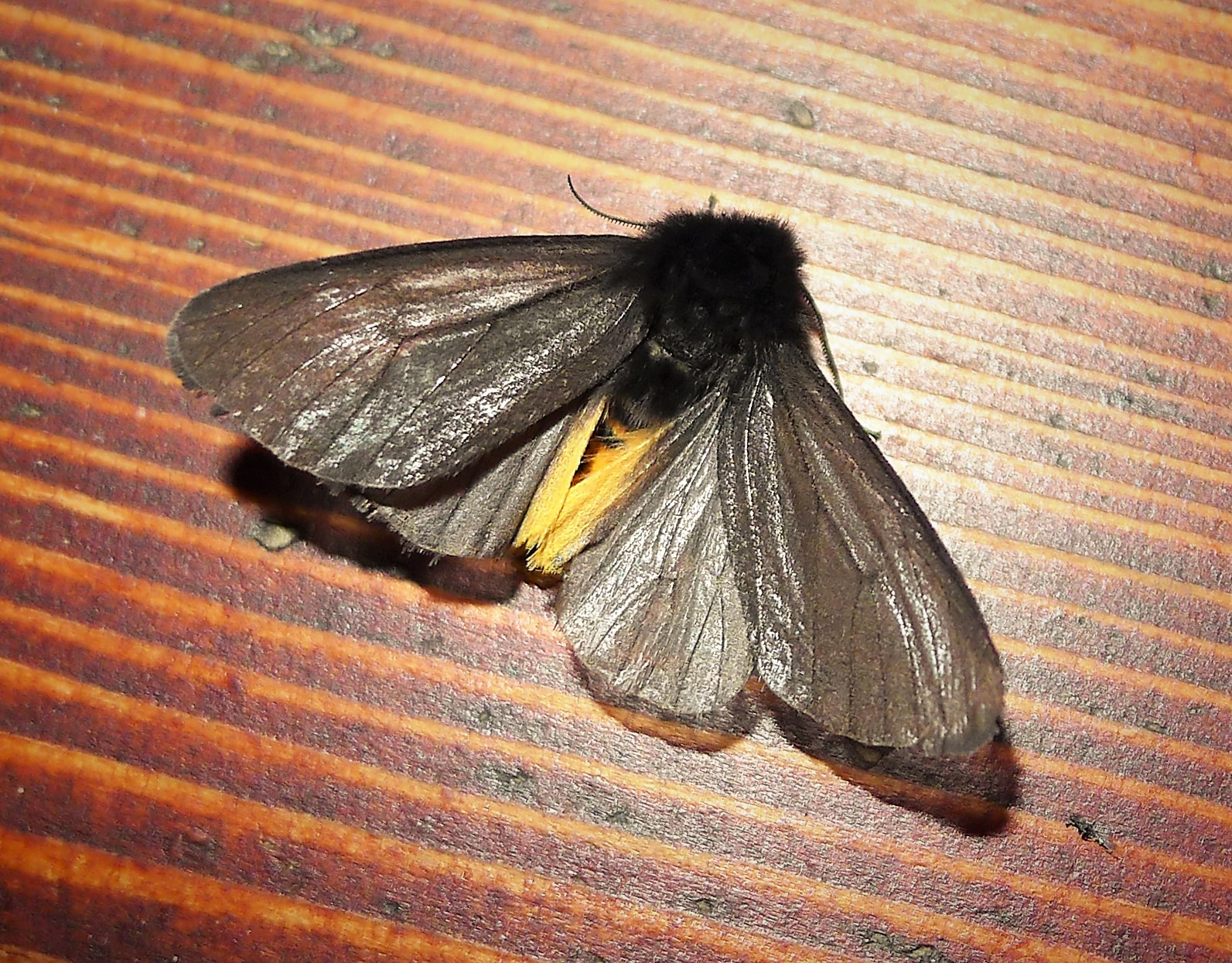
Sotigelkottsspinnare, Phragmatobia luctifera